# Artieda
Artieda település Spanyolországban,  Zaragoza tartományban. Artieda Mianos, Los Pintanos és Sigüés községekkel határos. Lakosainak száma 86 fő (2024).

## Népesség
A település lakosságának változását az alábbi diagram mutatja:
| Lakosok száma | 106  | 107  | 102  | 100  | 90   | 86   | 75   | 80   | 82   | 86   |
|               | 2001 | 2004 | 2007 | 2009 | 2012 | 2014 | 2017 | 2019 | 2022 | 2024 |